# Łuk Triumfalny w Pjongjangu
Łuk Triumfalny (kor. 개선문) – łuk triumfalny w Pjongjangu zbudowany dla upamiętnienia koreańskiego oporu przeciw Japonii w latach 1925–1945. Został zbudowany w 1982 roku na placu u stóp wzgórza Moran w stolicy Korei Północnej – Pjongjangu. Łuk został wzniesiony dla uhonorowania roli prezydenta Kim Ir Sena w militarnym oporze przeciwko Japonii. Został odsłonięty z okazji 70. urodzin Kim Ir Sena, zbudowany został z 25 500 bloków białego granitu, każdy blok symbolizuje jeden dzień życia Prezydenta.
Łuk jest wzorowany na paryskim Łuku Triumfalnym, jest nieco wyższy od niego (mierzy 60 m wysokości i 50 m szerokości). W budowli znajdują się liczne pomieszczenia, platformy obserwacyjne i windy. Ma cztery prześwity o wysokości 27 m. Na ścianach został umieszczony fragment tekstu „Pieśni o Generale Kim Ir Senie”: Dziś kwitną kwiaty, kwiaty jak krew, kwiaty w wolnym kraju. Korea ma dobrze. Znalazły się tam też daty: 1925 (gdy Kim Ir Sen rozpoczął walkę o wolność Korei) i rok 1945 (gdy zakończyła się okupacja Korei przez Japonię).